# Signy (wyspa)
Signy – czwarta pod względem powierzchni wyspa Orkadów Południowych, położona na południe od głównej wyspy Coronation. Do wyspy roszczą sobie prawa Argentyna, uznająca ją za część Antarktydy Argentyńskiej, oraz Wielka Brytania, uznająca ją za część Brytyjskiego Terytorium Antarktycznego. Na mocy postanowień traktatu antarktycznego wszelkie roszczenia zostały czasowo zawieszone, gdyż wyspa leży na południe od równoleżnika 60° S.

## Środowisko naturalne
Ponad połowę powierzchni Signy pokrywa czapa lodowa, z której ku morzu spływają dwa lodowce (McLeoda i mniejszy, Orwella). Obserwowana jest regresja lodowców. Najwyższym punktem jest skalisty występ Tioga Hill, wznoszący się ponad lód (281 m n.p.m.). Wschodnie i zachodnie wybrzeża są generalnie wolne od lodu w lecie. Bezśnieżne latem pozostają strome stoki, tereny błotniste lub porośnięte mchami. Na wyspie znajduje się 16 jezior.

### Fauna i flora
Florę wyspy tworzą na ogół rośliny zarodnikowe. Z okrytonasiennych występują tylko śmiałek antarktyczny i kolobant antarktyczny. Mchy porastające niziny mogą tworzyć warstwy grubości 2 m i liczyć nawet 5000 lat; wiele takich płatów mchów zostało zniszczonych przez uchatki antarktyczne. Prócz nich ze ssaków morskich na wyspie można spotkać weddelki arktyczne, słonie morskie i krabojady. Szeroko reprezentowana jest awifauna. Występują tu trzy gatunki pingwinów: pingwin Adeli, białobrewy i  maskowy. Prócz nich na wyspie gnieździ się 12 gatunków ptaków morskich.

### Klimat
Signy znajduje się 700 km od kontynentu antarktycznego i latem jej klimat ma charakter typowo morski. Temperatury są stosunkowo wysokie (najwyższa zanotowana to 19,8°C), powietrze jest wilgotne i często tworzą się w nim niskie chmury (typowe zachmurzenie przekracza 80%), dające częste opady, przeważnie o niewielkim natężeniu.
Zimą klimat wysp przybiera charakter kontynentalny – jest to związane z rozrostem paku lodowego na Morzu Weddella, który efektywnie łączy wyspy z kontynentem. Występuje mniej chmur, temperatury są niższe, rekordowo osiągając nawet -39,3°C.
Signy jest niezwykle wietrzną wyspą. Wiatry wieją z zachodu; są to wiatry systemu, tworzącego Antarktyczny Prąd Okołobiegunowy. Ich typowe prędkości to 14 w. (26 km/h), często przekraczają 25 w. (46 km/h); zarejestrowano też porywy przekraczające 200 km/h.

## Historia

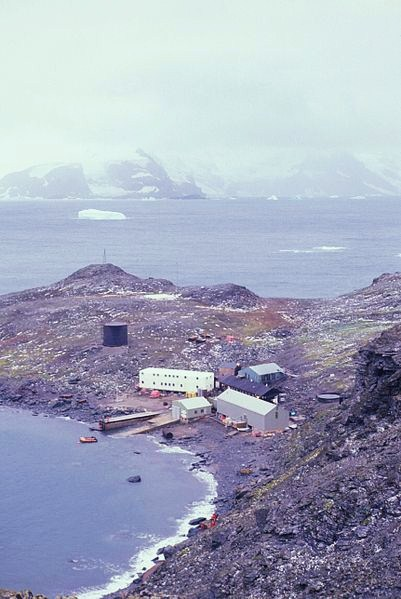
Stacja Signy (2010)

Ludzka obecność na Signy datuje się od początku XX wieku, z rozpoczęciem połowów wielorybów w tym rejonie. Wyspa została nazwana przez kapitana statku wielorybniczego, Pettera Sørlle, na cześć jego żony. W 1947 roku w Factory Cove, gdzie wcześniej działała baza wielorybnicza, została założona brytyjska stacja badawcza, działająca nieprzerwanie do 1996 roku. Obecnie, po rozbudowie i modernizacji, zarządzana przez British Antarctic Survey stacja Signy działa w okresie letnim.